# Самойленко Анатолій Павлович
 Анатолій Павлович Само́йленко (1 травня 1938, Моринці (Звенигородський район), Черкаська область) — український поет і прозаїк.

## Життєпис
Анатолій Павлович Самойлович народився у Моринцях Звенигородського району — місце народження Тараса Григоровича Шевченка. Почав писати коли під час служіння в Радянській Армії, його просили звернутись до дивізійної газети з розповіддю про життя взводу, товаришів по зброї. Таким чином він став позаштатним кореспондентом дивізійної газети.
В 1974 році він має успіх, коли газета «Молода гвардія» публікує його гуморески. З підтримкою друзів-письменників, він розвиває свій талант, і видає свою першу віршову збірку «Моринська криниця» 1993 році. Член Національної спілки письменників України з 2013 року. Член Черкаського земляцтва «Шевченків край» та Чернігівського земляцтва в м. Києві. Співпрацює з Чернігівською газетою «Отчий поріг» Почесного жителя села Моринці.

## Творчість
Анатолій Самойленко є автором кількох поетичних і прозових книг:
- «Моринська криниця». Лірика, поеми, гумор (1993, 1998)
- «З калинового краю», Поезія, проза (2000)
- «Кобзареве поле». Поезія, поеми, байки, гумор, пісні (2003)
- «Закоханий розмай». Лірика (2006)
- «Роду мого джерело». Поезія, гумор, пісні (2008)
- «Негаснуча зоря Тараса». Поезія, проза — присвячена 200-й річниці від дня народження Т. Г. Шевченка. (2014)
- «Обрії родинного поля». Поезія, проза (2016)
- «Передзвін Дніпрових берегів». Поезія, проза (2018)
- «У кольорі часу». Лірика, пісні, вірші (2020)
- «З осіннього листа» Лірика, вірші (2022)[3]

На його слова написано понад 40 пісень та романсів. Твори Анатолія Самойленка наповнені любов’ю до батьківщини, до її природи, до тих країв, де зростав Тарас Шевченко.
Анатолій Самойленко у біографічному нарисі «Наспів рідного слова» у збірці «Передзвін Дніпрових берегів» автор стверджує:
«Для кожної людини рідне слово є найдорожчим багатством. Від першого слова „мама“ розпочинається наша співуча мова і лине на крилах пісень над землею. Без рідного слова немає патріота. Рідний край щедро наділив кожного з нас світлою стежиною слова у літа».

## Нагороди і почесні звання
- Лауреат премії Міжнародного конкурсу сучасної української пісні «Українська ліра» імені Георгія Кузовкова в номінації «Кращий текст пісні» (м. Санкт-Петербург, 2012 р.). Його романс «Осінні покоси» (музика Валер'яна Стратуци) посів перше місце.
- Лауреат Всеукраїнського конкурсу сучасної української пісні в м. Черкаси (2012 р.). Його пісня «Віра, надія, любов» (музика Володимира Хорта) удостоєна першого місця.
- Лауреат конкурсу «200 років від дня народження Т. Г. Шевченка» (текст пісні «Україна, свята Україна!»), (м. Черкаси).
- Дипломант Черкаської обласної організації Національної Всеукраїнської музичної спілки.